# PVP (banda)
PVP fue un grupo de punk y rock, con influencias new wave, de Madrid (España), formado en 1980, en la época de la famosa movida Madrileña. Publicaron cuatro álbumes, de los cuales el más apreciado y buscado es el primero, Miedo (1982). Después del cuarto, publicado en 1987, el grupo desapareció. A menudo fueron denominados «los Clash madrileños». Nunca alcanzaron un gran éxito comercial, pero sí prestigio entre el público y la prensa especializada.

«Cuando empezaron se les etiquetó apresuradamente como los Clash madrileños. Su sonido y sus canciones recordaban por su fuerza y su temática a las del famoso grupo británico, pero PVP tenían (y tienen) personalidad propia. Su primer LP, grabado en el 82, fue una buena tarjeta de presentación con temas tan rabiosos como "Miedo" o "El coche de la plas" y un sonido superveloz y duro. Sí señor, se podía bailar el pogo con él».

## Historia

### Miedo. De los comienzos de PVP al primer álbum
El grupo PVP fue formado en 1980 por cuatro jóvenes madrileños, cuyos nombres, casualmente, comenzaban todos por la letra J, lo que hizo que también se les conociera como «las cuatro jotas». Eran Juanjo (voz, guitarra), que había vivido un tiempo en Francia, donde se había aficionado a la música jamaicana y a la nueva música (punk y post punk) británica; Jesús (guitarra solista), que ocasionalmente había viajado a Londres; el bajista José, nacido en Guinea Ecuatorial, y el baterista Jorge. El nombre del grupo corresponde a las siglas de «Precio de Venta al Público», referencia a la sociedad consumista.
Después de un tiempo de rodaje haciendo conciertos, hacia 1981 graban una primera maqueta en los estudios Zafiro con ayuda de Mariscal Romero y algún tiempo después grabaron una segunda maqueta, producida por Ramoncín. Rápidamente el grupo se había ganado una excelente reputación como banda muy profesional, en contraste con la mayoría de grupos nacionales de la época:

«Era como si una banda foránea se hubiera trasladado al subsuelo español. Ofrecían atractivos carteles, buena promoción, excitante puesta en escena, calidad de sonido y letras en castellano sobre temas cotidianos en una ciudad repleta de fuertes y, frecuentemente, desesperadas emociones.»

Acerca de la profesionalidad del grupo, posteriormente declararía el cantante y guitarrista Juanjo: 

«Estamos acostumbrados a trabajar con unos mínimos, que son: buena información a los medios, buena publicidad y buenos profesionales a todos los niveles».

Según escribiría la periodista S. Luna en 1984, «la credibilidad e identidad de sus acciones y declaraciones sirvió para que se les buscara el gemelo original que se hallaba, ¡cómo no!, en Inglaterra. Y PVP pasaron a ser los Clash hispanos». Otras variantes de la denominación eran «los Clash de Castilla» o «los Clash madrileños». No obstante lo inapropiado de la comparación, el grupo no se sentía molesto. En una ocasión declararon: «No nos importa que nos comparen con una cosa tan guapa como los Clash».
Sin contar todavía con un contrato con una discográfica, en enero y febrero de 1982 se metieron en los estudios de grabación madrileños Sonoland para grabar el que sería su primer álbum.

«PVP grabaron su primer LP, Miedo, de forma independiente. Con un productor, Raúl Marcos, que exigía plastificar con buena calidad y sin escatimar gastos, lo que el grupo quería exactamente: la fuerza del vivo.»

En el número de mayo de la revista Rock Espezial, el crítico musical Diego Manrique, definiendo a PVP como «punkeros de alta resistencia», informaba de que «se han hecho un LP potente por su cuenta y ahora están en tratos con varias compañías nacionales que aspiran a editarlo. El título: Todo el mundo tiene un P.V.P.». Este título de trabajo finalmente fue reemplazado por el de una de las canciones, «Miedo». En el mismo número, la revista informaba sobre un concierto reciente en el que PVP habían actuado junto a otros grupos importantes de la «movida» (Los Coyotes, La UVI, Zoquillos, Derribos Arias, Los Elegantes y La Mode) para promocionar un fanzine madrileño y además se mencionaba la inclusión de una maqueta de la canción «El coche de la plas» en la lista «Los 33 de Radio 3» confeccionada para el célebre programa Esto no es Hawaii de Jesús Ordovás.
Finalmente la compañía que publicó el álbum fue Belter, responsable de algunos de los primeros lanzamientos punk en España en 1978-1979 (La Banda Trapera del Río, Basura y Mortimer). El título elegido fue Miedo, como la canción principal del primer sencillo extraído del LP. Ambos salieron a la vez, en verano de 1982, con idéntica portada. Impresa en blanco, rojo y negro, ésta presentaba, detrás del nombre del grupo escrito en grandes letras blancas, y sobre el fondo de un cielo rojo, la imagen de un búnker destruido, rodeado de alambre de espino. En la contraportada de ambos se reproduce el logo del grupo: Un cuadrado dividido en nueve cuadrados, alternativamente blancos y negros (tal vez adoptando la imaginería ska del sello Two Tone), con las letras PVP repartidas en dichos cuadros excepto en el de en medio, donde cuatro jotas forman una especie de cruz.
El LP incluía doce temas, grabados, conforme a lo que se ha dicho, con un sonido inusualmente profesional en la época para un grupo pop español. Abría el disco la canción que le daba título, «Miedo», con sus imágenes apocalípticas («¡primera fila para ver el holocausto!» grita el cantante Juanjo en un momento de la canción) y alusiones a una posible guerra atómica. El tema comienza con una sirena de aviso de bombardeo que da paso a una potente canción dominada por intensas guitarras y una potente base rítmica, dando la pauta del sonido del álbum. Imágenes parecidas presenta la canción «Sector 36-K12». Las letras, no obstante, están lejos del panfleto político, siendo la de «Descontrol» la que más se aproxima a una declaración política («Ellos controlan la escuela, / también la televisión; / y siendo dueños de todo / se les escapa la situación»). Más bien abundan las descripciones de la inquietud social y juvenil propia de la vida cotidiana en un entorno urbano: por ejemplo, los versos «no puedes seguir así, / tanto tiempo en el paro / ... / cuando no hay dónde elegir / es muy fácil / dar un palo» («No puedes, no quieres»), la sensación de persecución a ritmo de ska en «El coche de la plas», la frustración juvenil en «A casa en coche», etc. Otras canciones tocan temáticas diversas: «Sólo toco para ti» expresa el disgusto del grupo hacia el poder de las compañías discográficas y la moda en el mundo de la música pop; «Mentir» es una reflexión sobre la hipocresía y el poder de las frases hechas y los prejuicios, etc. El sonido conjunto del disco nada tiene que ver con el estilo punk dominante en 1982 en las bandas punk españolas (el llamado UK 82); sin embargo, además de las obvias influencias de clásicos como The Clash o The Ruts (mezcladas con diversos sonidos post punk), son claras las referencias a la imaginería punk no ya en la portada o en canciones como «Miedo» sino también en «Ah, ah, ah» (donde se cita el pistoliano «no hay futuro») y en la clashiana «Tacón y cuero», donde se celebra el cambio de imagen y gustos de una chica que antes vestía hippy y se ha convertido en una peligrosa punkette («dejaste las baladas de paz y de perdón / por este rock que aturde y mete mogollón»).
A pesar de sus virtudes y de las buenas críticas, y aunque el sencillo «Miedo» llegó a sonar en algunas emisoras FM, oficialmente el álbum no llegó a vender ni 1000 copias y rápidamente quedó descatalogado; en 1984 escribía la mencionada S. Luna en Rock Espezial: «El disco salió en Belter en el 82. Hoy está descatalogado y se vende a precio de coleccionistas casi». Dicho precio crecería enormemente con el paso de los años, siendo un disco muy buscado, hasta que en 2003 fue reeditado por Divucsa como CD dentro de la serie «Grandes grupos españoles de los 80's».
Acabando el año, la compañía lanzó un segundo sencillo, con una remezcla de «El coche de la plas», en la que se añadió una sección de viento (integrada por Fernando McCatty al trombón y Luis McClean al fiscorno), enriqueciendo así el sonido del tema, uno de los primeros ejemplos de fusión de ska y punk en España (que se adelantó en muchos meses a «Voca de Dios» de Decibelios y en un par de años al «ska-hardcore» de Kortatu). Este sencillo, que también sonó en algunas FM, tuvo algo más de repercusión y llegó a ser la pieza más conocida del grupo. Las críticas en la prensa especializada fueron positivas.
En 1983, llegó la ruptura del grupo con la compañía Belter. PVP no habían quedado muy satisfechos, sin embargo la ruptura tuvo lugar sin acritud. Juanjo declaró un tiempo después:

«No hay compañías que nos interesen porque no nos ofrecen ni el volumen de trabajo que queremos, ni el de creatividad ni el de ritmo. No podíamos estar sometidos a las represiones de trabajo de una compañía. El problema lo solucionamos rápido y bien».

### Entre las ruinas. Del segundo álbum al final del grupo
Repitiendo lo que habían hecho con el primer álbum, a finales de octubre de 1983 volvían a los estudios Sonoland, como siempre con la ayuda del productor Raúl Marcos, para grabar el segundo, sin tener todavía contrato con una discográfica. Unos meses después, aparecía en el número 29 de la revista Rock Espezial (enero de 1984) el ya mencionado artículo de Sagrario Luna, incluyendo una entrevista con el grupo, al que, todavía en esa fecha, se presenta como un «torpedo punk». En el artículo se habla del segundo LP como si estuviese a punto de ser publicado; en ese momento Raúl Marcos había creado un sello, llamado Super-Nova Records, cuyas publicaciones habían de ser distribuidas por Movieplay. Sobre la opción de publicar en un sello independiente, declaraba Juanjo:

«Como lo tienes que crear tú, merece la pena que lo saques tú antes que dárselo a alguien que sabes no lo va a mover.»

En cuanto al clásico lema punk del «D.I.Y.» («hazlo tú mismo»), añadía:

«Sí, me lo hago yo mismo, pero como quiera y además sonando bien, con coherencia y fundamento. Naturalmente es un riesgo y siempre se está dispuesto».

Lo cierto es que pasó mucho tiempo antes de que el disco se publicara. En primavera de 1984 apareció, eso sí, un adelanto, en la forma del maxisencillo con la canción «Entre las ruinas». Lo publicó, efectivamente, el sello propio del grupo, pero no llamado Super-Nova sino 21 Records. La canción fundía ritmos de discoteca con sonidos post punk y nuevamente mostraba imágenes apocalípticas: «Oirás esta canción / entre las ruinas, / cuando todo lo que quede de ti / sea un cadáver». La repercusión de este disco fue escasa, a pesar de que el grupo hizo numerosos conciertos para promocionarlo.
Titulado Las reglas del juego, el segundo LP apareció por fin a finales de 1984, también en 21 Records. La portada gris estaba esta vez protagonizada por unos dados, en consonancia con el título. Además de la canción que le daba nombre, el álbum incluía una versión de «Entre las ruinas» así como potentes nuevos temas como «Raza caníbal», de temática similar a la anterior (y donde se parafrasea, acaso inconscientemente, a Plauto y Hobbes: «somos el lobo del hombre / somos el lobo del lobo») o «A Galileo», dedicado al físico pisano que sufrió la persecución de la Inquisición. Tampoco este disco tuvo repercusión apenas, aunque recibió algunas buenas críticas, diciéndose de él incluso que era «un excelente disco que supera con mucho el anterior».
Contratados por el sello DRO-Tres Cipreses, que para 1985 se había convertido en una fuerza mayor de la industria discográfica española, PVP grabaron en ese año un tercer LP, que se tituló Donde se pierde la luz y salió en otoño de 1985. La portada, por la iluminación y la indumentaria con que aparecía retratado el grupo, sugería que se trataba de un grupo de funk comercial al estilo de mediados de los años 1980. Dos sencillos se extrajeron del LP: «Dioses en las sábanas» (en cuya portada el grupo presenta, a cambio, una imagen parecida a los Clash de Sandinista!) y «Un, dos... muévanse!» A diferencia de los dos primeros álbumes, las críticas recibidas no fueron positivas en esta ocasión. La reseña de Ruta 66, fue especialmente dura, salvando únicamente la canción «Dioses en las sábanas», cuyo estilo recuerda, según el crítico (L. Montes), a The Psychedelic Furs. Con similar criterio, la web NacionalPop.com describía en los años 2000 el contenido de este disco como «un resultado bastante flojo y un poco infame».
Un par de años más tarde, siguió un cuarto LP, llamado Bailío, publicado por Polygram-Virgin (1987), después del cual el grupo desapareció.
En los años 1990, con el auge del coleccionismo de viejos discos punk de vinilo, se reivindicaron especialmente los primeros discos de PVP. La canción «Miedo» se incluyó en el famoso e influyente bootleg Bloodstains across Spain a mediados de la década. «El coche de la plas», según la remezcla del sencillo, se incluyó en la no menos importante recopilación Viva la punk del sello Revelde (2001) y poco después, en 2003, llegó la anhelada reedición (en CD) del primer álbum, Miedo.

## Miembros
Desde 1980:
- Juanjo Valmorisco- voz, guitarra
- Jesús Amodia- guitarra solista, voces
- José Hernán- bajo, voces
- Jorge G. Ramiro- batería, voces

Desde 2012:
- Juanjo Valmorisco- voz, guitarra
- Jesús Amodia- guitarra solista, voces
- Manolo UVI- bajo, voces
- Rafa PPM Le Doc- batería

## Discografía

### Álbumes
- LP Miedo (Belter, 2-47.194, verano de 1982). (Reedición: CD, Divucsa, 35-447, 2003.)
- LP Las reglas del juego (21 Records, finales de 1984)
- LP Donde se pierde la luz (DRO - Tres Cipreses, 3C-131, otoño de 1985).
- LP Bailío (Polygram – Virgin, 1987)
- LP Hermanos de Piel (Warner Music, 2016, bajo licencia de Regino Carreira)

### Sencillos
- «Miedo» / «Tacón y cuero» (Belter, 1-10-255, verano de 1982).
- «El coche de la plas» / «Descontrol» (Belter, 1-10.278, finales de 1982).
- Maxisencillo 12" «Entre las ruinas» (21 Records, primavera de 1984).
- «Dioses en las sábanas» (DRO - Tres Cipreses, 1985).
- «Un, dos... muévanse!» (DRO - Tres Cipreses, 1985).
- «Que os den!» (Snapp!! Records, 2019)